# سكة حديد داكار
خط سكة حديد داكار - بورتسودان طوله 4000 كيلومتر، هو اقتراح ظهر في الفترة من العام 2008 حتى العام 2010 لربط داكار ، السنغال ببورتسودان ، السودان بسكة حديد عبر القارات . ستمر عبر عدة دول على طول الطريق وسيكون لها فروع لربط العواصم ليس على الطريق المباشر.   [وصلة مكسورة]  
سيتطور الخط الأولي إلى شبكة سكك حديدية تغطي إفريقيا بأكملها. على سبيل المقارنة، باستثناء أقصى الجنوب والشمال المتطرف من أفريقيا، السكك الحديدية مجزأة وتعوقها الاختلافات في مقياس المسار .
ستمر عبر البلدان التالية:
- السنغال
- مالي
- النيجر
- تشاد
- السودان

يوجد بالفعل مقياس متر ( داكار - النيجر للسكك الحديدية ) من داكار إلى كوليكورو ، مالي ، بالإضافة إلى 3 ft 6 in (1٬067 mm) قياس خط السكة الحديد الذي يربط بورتسودان بنيالا بالسودان بالقرب من الحدود مع تشاد.